# Ella Tengbom-Velander
Ella Tengbom-Velander, egentligen Ella Velander, född Tengbom 28 juli 1921 i Karlshamn, död 23 december 2022 i Örkelljunga, var en svensk politiker (moderat) som var kommunstyrelsens ordförande i Helsingborg 1977–1982 och 1986–1988. Hon var Sveriges första kvinnliga kommunalråd (1967–1973, 1976–1988). Hon var dotter till Karlshamns borgmästare Johan Tengbom och mor till kommunpolitikern Carin Wredström (moderat).

## Biografi
Tengbom-Velander föddes som dotter till Johan Tengbom och Ester, född Lengquist. Efter studentexamen vid läroverket i Kristianstad 1939 studerade hon juridik vid Lunds universitet och blev jur. kand. 1944. År 1945 gifte hon sig med Börje Velander, vilken var son till Frans Velander. Efter studierna var båda makarna verksamma som jurister och senare delägare i Walter Kleins advokatbyrå i Helsingborg. Tillsammans med sin man tog hon år 1953 över advokatbyrån som då bytte namn till Firma Advokaterna Velander. Som advokat specialiserade hon sig inom familje- och straffrätt. 
På arbetsgivaren Walter Kleins uppmuntran började Tengbom-Velander under 1940-talet att engagera sig politiskt. År 1946 blev hon styrelseledamot i Fredrika Bremer-Förbundets Helsingborgsavdelning, där hon mötte flera framstående kvinnliga högerpolitiker, däribland riksdagsledamoten Eva Karlsson. Dessa övertygade Tengbom-Velander att söka till kommunfullmäktige i Helsingborg och hon valdes in som ledamot vid kommunalvalet 1950. Vid en ålder av 29 år var hon då landets yngsta fullmäktigeledamot.
Efter valet 1967 utsågs Tengbom-Velander till kommunalråd för oppositionen i Helsingborgs stads kollegieråd under ordförande Börje Skarstedt (socialdemokrat). Hon blev därmed Sveriges första kvinnliga kommunalråd, tillsammans med Lena Lundblad i Norrköping, även hon högerpartiet. Under denna tid var Tengbom-Velander bland annat ordförande för arbetsutskottet för kommunsammanslagningen mellan Helsingborgs stad och landskommunerna Kattarp, Mörarp, Vallåkra och Ödåkra. Efter Kommunreformen 1971, då stadskollegiet ersattes av kommunstyrelsen, fortsatte hon som kommunalråd i denna fram till 1973 och därefter endast som ledamot av kommunstyrelsen. Efter den borgerliga segern i kommunalvalet 1976 utsågs Tengbom-Velander till kommunstyrelsens ordförande. Valet 1982 gav Socialdemokraterna den politiska majoriteten tillsammans med stödpartier och Birger Håkansson tog över ordförandeskapet. Efter detta val kom makten i Helsingborgs kommun att växla mellan högern och vänstern vid varje val fram till valet 2010. Valet 1985 innebar därför att högerpartierna åter kom i majoritet och Tengbom-Velander utsågs ännu en gång till kommunstyrelsens ordförande. Därefter skiftade makten återigen tillbaka till de röda.
Parallellt med sin politiska karriär i Helsingborg var hon också verksam regionalt, först som ledamot i Malmöhus läns landsting (1977–1982), och sedermera ledamot i länsstyrelsen för Malmöhus län (1980–1988). Hon var även styrelseordförande för Nordvästra Skånes kommunalförbund 1968–1985. På riksplanet var hon 1978–1989 ledamot i Moderata samlingspartiets partistyrelse och under Ulf Adelsohns tid som partiledare var hon andre vice ordförande (1981–1986). Gösta Bohman erbjöd i slutet av 1970-talet Tengbom-Velander posten som justitieminister, men hon avstod då hon inte var intresserad.
Tengbom-Velander drog sig tillbaka från politiken 1988 efter 37 år i Helsingborgs stads- och kommunfullmäktige och 21 år i stadskollegiet respektive kommunstyrelsen. Som sitt viktigaste bidrag till Helsingborgs kommun angav hon vara genomdrivandet av bygget av Knutpunkten och därmed lösningen på den nära 100 år gamla bangårdsfrågan. Sitt otium avnjöt hon genom att bedriva hästavel på det stuteri hon införskaffade tillsammans med sin make 1956. Hon var även ordförande för Svenska New Forestföreningen och Svenska ponnyavelsförbundet, såväl som styrelseledamot i Svenska hästavelsförbundet. År 2019 tilldelades hon Moderaternas förtjänstmedalj, Arvid Lindman-medaljen av finaste valör, överlämnad av dåvarande partiledaren Ulf Kristersson. Ella Tengbom-Velander avled den 23 december 2022 vid en ålder av 101 år. Hon är begravd på Donationskyrkogården i Helsingborg.